# Wilhelm Ertz
Wilhelm Ertz (* 30. Januar 1923 in Neunkirchen/Saar; † 18. Juni 2017 in Ottweiler) war ein deutscher Allgemeinmediziner aus Ottweiler und seit 2006 Träger der Paracelsus-Medaille.

## Leben
Er studierte von 1941 bis 1946 in Berlin, Würzburg und Freiburg im Breisgau Medizin; am 14. Oktober 1946 wird ihm die Approbation als Arzt erteilt. Mit der Arbeit Versuch zur Erfassung der psychischen Konstitution bei Schwachsinnigen wurde er 1947 unter Günther Just am Institut für Vererbungswissenschaft in Würzburg promoviert. Von 1947 bis 1957 war er an verschiedenen saarländischen Kliniken angestellt.
Von 1957 bis 1994 arbeitete er als niedergelassener Praktischer Arzt und Geburtshelfer, später als Facharzt für Allgemeinmedizin in Ottweiler.
1983 gründete Ertz er die Ethik-Kommission der Ärztekammer des Saarlandes. Er arbeitete auch noch im Ruhestand in der Kommission mit; bis zum Jahre 2000 war er ihr Leiter.
Neben seiner Tätigkeit in der Ethik-Kommission engagierte er sich in berufspolitischen Gremien, ärztlichen Berufsverbänden und Körperschaften auf örtlicher, regionaler, Landes- und Bundesebene. Hier kümmerte er sich insbesondere um die ärztliche Versorgung sowie die allgemeinmedizinische Aus- und Weiterbildung. Darüber hinaus war er 1969 Mitbegründer des Landesverbands Saarland für Krebsforschung und -bekämpfung.

## Auszeichnungen
- Aufgrund seines Einsatzes verlieh ihm die Regierung des Saarlandes am 24. April 1980 den Ehrentitel Sanitätsrat.
- 1985 wurde ihm das Bundesverdienstkreuz Erster Klasse verliehen.
- Ehrenzeichen des Deutschen Roten Kreuzes für seinen Einsatz für die Einbeziehung und Verflechtung der Medizinischen Fakultät der Universität des Saarlandes und der Ärztekammer.
- 1994 Träger der Carl-Erich-Alken-Medaille aufgrund seines Engagements in der Ärztekammer und um die ärztliche Fortbildung.
- 1996 Asklepios-Medaille der Medizinischen Fakultät der Universität des Saarlandes am 22. Mai 1996.
- Ehrenpreis des Saarländischen Hausärzteverbandes im Oktober 1998 für seine Bemühungen um die wissenschaftliche Anerkennung und Förderung der Allgemeinmedizin an den Hochschulen.
- Träger der Paracelsus-Medaille 2006.